# Radio Galaxia
Radio Galaxia fue una estación radial chilena ubicada en el 89.7 MHz del dial FM de Santiago, en el 90.1 de Concepción, mientras que en el Gran Valparaíso estaba en el 97.5 MHz, pero en enero de 1982 se traslada al 104.1 MHz.

## Historia

### Inicios
Radio Galaxia nació el 13 de septiembre de 1975 al alero de la entonces Radio Minería, ubicándose en ese entonces en el 89.9 MHz del dial FM. 
Con una programación miscelánea en sus inicios, durante las mañanas era común escuchar intérpretes anglo y latinos como Barry White, José Luis Perales, Kenny Rogers, Diana Ross, José Luis Rodríguez "El Puma", Christopher Cross, etc. Durante las tardes y noches, transmitía una programación juvenil con tinte anglo. 
Sus primeros locutores fueron el recordado comunicador Juan Alfonso Ossandón Gil más conocido como Juan Carlos Gil, quien desde los inicios de la radio era su director, Alejandro Ramírez, Pepe Abad y Pablo Aguilera, que estuvo por un breve tiempo en 1978 y 1979. Mencionar también a Sergio "Pirincho" Cárcamo, quien conducía The Midnight Special en UCV Televisión y que desde 1984 tuvo a su cargo, el programa La Tarde Joven de Galaxia llegando a ser uno de sus locutores más emblemáticos. 
A mediados de 1979, Galaxia FM cambia de frecuencia, del 89.9 al 89.7 MHz en Santiago.

### El fenómeno radial de los años '80
En 1980 aparece el Club Galaxia, programa bailable de los viernes y sábados entre las 22.00 y las 6.30 de la mañana. Las mezclas eran de mala factura, pues en los estudios de la radio -ubicados en Avda. Providencia 2640, 2° piso, Providencia, Santiago, al lado de su entonces emisora hermana Radio Minería- había unas tornamesas Technics que no tenían pitch, y gran parte del material 12" estaban en cintas Open Reel. Grababan discos que les prestaban en la Discotheque Scala (y que usaban una y otra vez, generalmente Maxell UD). Pero ponían buena música y de vez en cuando tocaban versiones en 12" o temas exclusivos, sin marcas ni interrupciones, de modo que cualquier auditor podía grabarlos de manera íntegra.
En 1981 llega a Galaxia María Olga Fernández con el programa Musicalísimo que iba de lunes a viernes en las tardes y que duró hasta inicios de 1983. En 1981 Galaxia transmitió conjuntamente con Televisión Nacional de Chile, el programa Música libre, conducido por Andrés "Coto" Espinosa.
En 1982 retornaron las transmisiones televisivas conjuntas pero esta vez con Teleonce para emitir el programa Música Joven '82, conducido por Pilar Cox y debuta el programa Hecho en Chile, conducido por Sergio "Pirincho" Cárcamo. Allí brillaron Óscar Andrade, Eduardo Peralta, Sol y Medianoche, Arena Movediza, entre otros.
Otro programa memorable fue Usted lo Pidió a Galaxia, en el que era posible solicitar canciones que se tocaban en dos horarios: 09:00 a 11:00 horas, con Juan Eduardo Goñi, y de 13:00 a 15:00 horas, con Juan Carlos Gil. Todo ello totalmente en vivo.
En enero de 1982 Galaxia cambia su frecuencia en el Gran Valparaíso/Viña del Mar, al 104.1 MHz de la FM.
Desde 1984, la parrilla programática de Radio Galaxia fue enfocada al público juvenil con música anglo/pop, y comenzó a transmitir conjuntamente con TVN, el programa Magnetoscopio musical, conducido por el locutor Rodolfo Roth.
En abril de 1986 debutó en Galaxia FM la destacada locutora y periodista Mary Rogers con el programa Pianísimo, que iba de lunes a viernes a las 19:00 horas. Música anglo y latina, pero suave. En julio de 1986 llega a la radio el estadounidense Chris Ruhe, más conocido como el "Compadre Chris", con su singular propuesta anglo.
A finales de 1987 debutó el productor musical Juan Andrés Ossandón, hijo de Juan Carlos Gil con un programa llamado Al Tiro, en el cual había música, concursos y temas de conversación. Los domingos a las 17:00 horas, Mary Rogers conducía Top Ninety y Roberto Quevedo, de lunes a viernes a las 18:00, Música Libre (sin relación con el programa de TVN). El 22 de diciembre de 1987 transmitió conjuntamente con TVN, el concierto que dio en el Court Central del Estadio Nacional, el guitarrista norteamericano Pat Metheny, segundo megaevento traído a Chile por "The House of Viceroy" (el anterior había sido Chick Corea, el 15 de septiembre de ese año).
En 1988, Al Tiro pasa su horario a los Hot Hits con el mismo Juan Andrés Ossandón. Mary Rogers por las mañanas conducía La Nona. El 27 de marzo de 1988 termina la transmisión conjunta con TVN de Magnetoscopio Musical y a fines de ese año terminó La Tarde Joven de Galaxia con Sergio "Pirincho" Cárcamo.
En enero de 1989 llega a Galaxia FM Leo Caprile, quien hasta entonces conducía los programas Onda Juvenil de Radio Pudahuel y Todo Humor, junto a Juan La Rivera en Canal 13.
En mayo de 1990 se fueron de Galaxia FM el "Compadre Chris" y Leo Caprile (brevemente reemplazado por Rodolfo Baier) pasando la radio a un estilo más sobrio. También se fue Juan Andrés Ossandón. Las locuciones de continuidad quedaron a cargo de Juan Carlos Gil, Mary Rogers, Oscar Marín, Rubén "Pluto" Valenzuela y Hermógenes Carril.
Uno de los grandes problemas que tuvo Galaxia FM desde 1984 era su calidad de sonido. Pocos agudos y muchos medios, tipo 4,5 kHz. Incluso al incorporar CD en 1987, esta no mejoró. Sólo remontaría cuando en octubre de 1991 Galaxia fue adquirida por Radio Chilena. Ya no hubo compresiones ni ruido de fondo. Su nueva dirección fue en los estudios de Radio Chilena: Paseo Phillips 40, 2º piso, en pleno Centro de Santiago.

### Declive
En abril de 1992 hubo cambios de fondo en Radio Galaxia; durante ese mes salió por última vez al aire el clásico eslogan de la emisora (Galaxia, está contigo!) pasando a dos eslóganes: Existe vida en la Galaxia y Galaxia, tu espacio de música. Se fueron de la emisora Juan Carlos Gil, Mary Rogers y Hermógenes Carril y llegaron Felipe Camiroaga, Jorge Arriola Capitani, Jaime Muñoz Villarroel y José Miguel Samsó y en abril de 1992, Galaxia comenzó a transmitir para Concepción a través del 90.1 MHz, se acabó Usted lo pidió a Galaxia y Club Galaxia terminaría en agosto. También ocurrió un nuevo cambio de estudios, ubicándose en calle Dr. Torres Boonen 815, Providencia.
Todos estos cambios se produjeron debido a que la emisora había dejado de ser exitosa y la encuesta radial la ubicaba en lugares secundarios. En esta difícil situación asumió la dirección artística de la radio Oscar Robayo Ortega, quien desde 1985 era coordinador artístico de Radio Carolina, la más popular del dial de Frecuencia Modulada en Chile por entonces. Su responsabilidad no era poca y para ello crea nuevos programas y reformula el estilo de la emisora. A modo de ejemplo, en agosto de 1992, el "Club Galaxia" fue reemplazado por un espacio bailable llamado Hot Dance Music, que iba los viernes y sábado de 22:00 a 06:00 y que se caracterizaba por sus excelentes mezclas. Robayo dejó como eslogan final: Galaxia, música joven, indicando claramente que la nueva programación sería enfocada a un público de hasta 25 años. A partir de noviembre de 1992 comenzó a transmitirse el mundialmente conocido American Top 40.
En 1993 y de lunes a sábado se emitía el Especial de las 15 horas y los domingos a las 23:00 horas, el espacio Proyecciones de la música contemporánea, una isla en la programación habitual, donde se podían escuchar a connotados músicos vanguardistas alejados del pop. Con este nuevo formato radial y nuevos programas, tanto fines de semana como días hábiles se renovó totalmente la radio y comenzó a tener la popularidad de antaño, la cual se reflejó también en la encuesta radial. La emisora recuperaba terreno perdido en la sintonía pero todo duró hasta febrero de 1994; Mientras en el ranking Galaxia se imponían Los Tres con El aval, Gustavo Cerati con Te llevo para que me lleves y The Beloved con Sweet harmony, la radio modificó súbitamente de estilo, con música suave y contemporánea como Simon & Garfunkel, Paul Anka, Julio Iglesias, Nino Bravo, Kenny Rogers, Barry White y otros, bajando drásticamente su audiencia por esos días (las razones eran obvias, artistas demasiado antiguos). En febrero de 1994 y 1995, Galaxia transmitió el Festival de la Canción de Viña del Mar, junto con las otras emisoras de Radio Chilena: Chilena AM y Aurora FM.
Se publicó en la prensa de la época que la entonces dueña de Galaxia, Radio Chilena decidió cambiar el exitoso estilo musical-juvenil que impuso Robayo por una línea adulta y supuestamente con el objetivo de tener mayores posibilidades comerciales. Oscar Robayo renunció a la emisora en 1994 y asumió la dirección artística de Radio Viva FM con él también partió Felipe Camiroaga, quien con su presencia había logrado atraer a una nueva audiencia femenina que quizás no había llegado en su época más exitosa. 
El fallecido locutor Agustín "Cucho" Fernández reemplazó a Óscar Robayo como director artístico de la radio pero el tiempo demostró lo equivocado del cambio; eliminar de la noche a la mañana un esquema exitoso, por otro que aparentemente lo sería más con el tiempo, fue un error que le costó caro. Radio Galaxia volvió a ocupar lugares secundarios en la encuesta radial, hasta llegar a las últimas posiciones. Al entender que no estaría más en las preferencias de los radioescuchas, obligó a Radio Chilena a vender la emisora en julio de 1995 al matrimonio de empresarios conformado por Felipe Lamarca Claro y Anita Holuigue Barros. Ellos cambiaron el mítico nombre Galaxia por el de Duna, que inició sus transmisiones el 27 de octubre de 1995. En febrero de 2005, Lamarca y Holuigue decidieron vender Radio Duna al consorcio periodístico Copesa.

## Antiguas frecuencias
- Santiago: 89.9 MHz (1975-1979), no existe y 89.7 MHz (1979-1995); hoy Duna FM.
- Gran Valparaíso/Viña del Mar: 97.5 MHz (1978-1982), no existe y 104.1 MHz (1982-1995); hoy Duna FM.
- Gran Concepción/Talcahuano: 90.1 MHz (1992-1995), hoy Duna FM.